# Stradun
Stradun eller Placa är en gågata i Dubrovnik i Kroatien. Den breda gågatan sträcker sig genom Gamla stan och kantas av flera historiska byggnader och minnesmärken vilket gjort den till en populär esplanad bland turister och en av stadens sevärdheter.  
Gatan är 300 meter lång och går mellan Pile- och Pločeporten i västlig-östlig riktning. I början och slutet av gatan finns två fontäner (Onofrios stora och lilla fontän) samt två klocktorn (stadsklocktornet och franciskanerklostrets klocktorn). Utöver detta kantas Stradun och dess sidogator av ett palats, två kyrkor, två kloster och flera butiker, restauranger och kaféer.  

## Etymologi

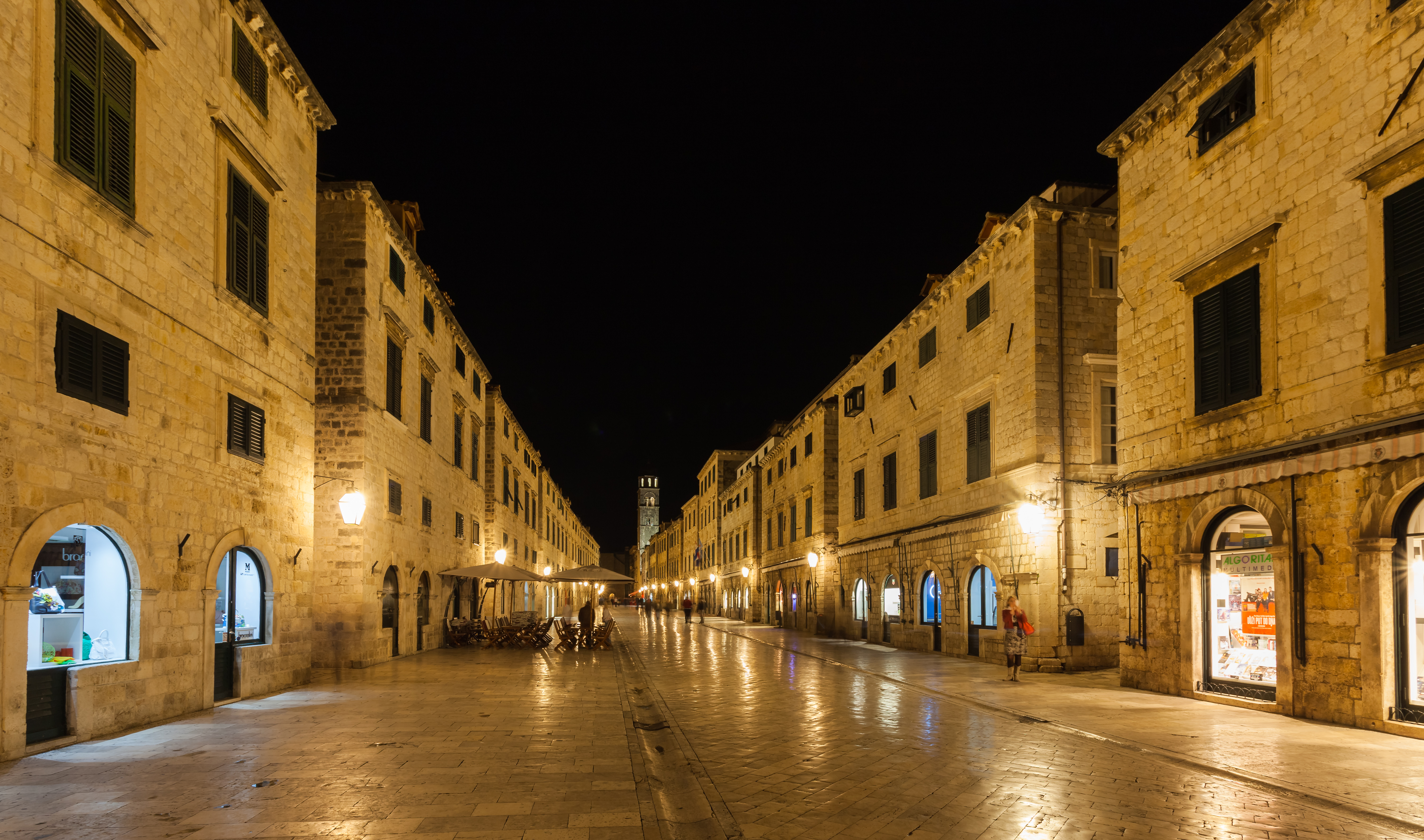
Stradun på natten år 2014.

Namnet 'Stradun' kommer från venetianskan och betyder "stor gata". Namnet 'Placa' härstammar från latinets "platea communis" med betydelsen "allmän gata".

## Historik
Dagens gata var ursprungligen ett träsk som skiljde av den lilla ön Laus och staden Ragusa (dagens Dubrovnik) från samhället Dubrava på fastlandet. Under 1100-talet torrlades och fylldes träsket och Ragusa och Dubrava blev därmed en enhet. År 1468 stenbelades gatan. Först efter den stora jordbävningen som inträffade den 6 april 1667 fick Stradun och byggnaderna längs med gatan sin nuvarande utformning. 
Under det kroatiska självständighetskriget och belägringen av Dubrovnik 1991–1992 skadades gatan svårt av serbisk och montenegrinsk artilleribeskjutning med är idag helt återställd.

## Byggnader och minnesmärken vid Stradun
- Stadsmurens västra och östra port
- Onofrios stora fontän
- Sankta Klaras kloster
- Helige Frälsarens kyrka
- Franciskanklostret och kyrkan
- Ivo Vojnovićs födelsehus
- Sponzapalatset
- Lužaklockspelen
- Stadsklocktornet
- Onofrios lilla fontän
- Orlandos kolonn
- Stadsvaktens byggnad
- Sankt Blasius kyrka

## Kultur
Varje år den 2 februari hålls en procession för att fira stadens skyddshelgon Sankt Blasius. Denna procession som är en del av Sankt Blasius fest går genom Stradun. 

### Fotnoter
1. 1 2  Dubrovniks turistförening Arkiverad 19 december 2014 hämtat från the Wayback Machine. (engelska)
2. ↑  Croatialogue.com Arkiverad 8 juli 2011 hämtat från the Wayback Machine. (engelska)